# FK Kozara Bosanska Gradiška
FK Kozara je nogometni klub iz Bosanske Gradiške.
U sezoni 2010./11. bili su prvaci Prve lige RS. 
U dva navrata igrali su Premijer ligu Bosne i Hercegovine i to u sezonama 2002./03 i 2011./12. Oba puta su nakon samo jedne sezone ispali u niži rang.

## Poznati igrači
U Kozari je od 1967. do 1970. igrao Mirko Bazić, poslije poznat kao Dinamov trener. Također je igrao i Ivan Bedi 1981. – 1982., kasnije također Dinamov trener.